# 如是語経
『如是語経』（にょぜごきょう、巴: Itivuttaka、イティヴッタカ）とは、パーリ仏典経蔵小部の第4経。
一般的な「如是我聞」（このように私は聞いた）ではなく、「如是語」（世尊によってこのように語られた）という開始の形式でまとめられた経。

## 構成
4つの篇から成る。

## 日本語訳
- 『南伝大蔵経』 大蔵出版
- 『小部経典 第1巻』正田大観、Kindle、2015年
- 『ブッダの詩II　原始仏典八』櫻部建ほか訳、講談社、1985年